# Richard Bell (Arabist)
Richard Bell (* 1876; † 1952) war ein britischer Arabist an der Universität Edinburgh, der in den Jahren 1937 bis 1939 eine bis heute im wissenschaftlichen Bereich maßgebliche Koranübersetzung ins Englische geschaffen hat.

## Schriften
- Introduction to the Qur’ān. Edinburgh 1953.
- The Qur'an. Translated, with a critical re-arragenment of the Surahs. 2 Bände. Edinburgh 1937–1939.
- The Origin of Islam in its Christian Environment. The Gunning Lectures. Edinburgh University, Edinburgh 1925.